# Antonio Pacinotti (ravitailleur de sous-marins)
Pour les articles homonymes, voir Antonio Pacinotti.
Le Antonio Pacinotti était un ravitailleur de sous-marins de la Marine royale italienne (en italien : Regia Marina).
Initialement construit comme navire marchand sous le nom de Città di Sassari, après son lancement le 20 avril 1922, la décision a été prise de l'incorporer à la Regia Marina. Sa tâche était celle d'un navire-atelier pour l'assistance aux sous-marins.

## Histoire du service
Lancé le 20 avril 1922, les travaux de transformation ont commencé entre 1924 et 1925 au chantier naval de Castellammare di Stabia. Il était le navire-jumeau (sister ship) du Alessandro Volta, qui a également été transformé ultérieurement. Le Pacinotti est livré à la Regia Marina le 26 juillet 1925 et entre immédiatement en service. En 1927, sous le commandement du capitaine de frégate (capitano di fregata) Guido Almagià, il devient le navire-amiral de la toute nouvelle division sous-marine, normalement basée à Naples.
Dans les années qui ont suivi, il a mené les activités normales d'escadron. En 1940, le navire subit d'importantes modifications; la cheminée avant est éliminée et il n'en reste qu'une. Au moment de la proclamation de l'armistice, le 8 septembre 1943 (Armistice de Cassibile), il est basé à La Maddalena et parvient, avec d'autres unités, à échapper à la capture par les troupes allemandes.
À la fin du conflit, il fait partie des navires restant dans la marine italienne et, de 1949 à 1952, il est utilisé comme navire de soutien et atelier pour toutes les unités militaires. Le 7 décembre 1952, après 30 ans de service honorable, il est désarmé.